# セントジョージ・ジンジャーランド教区
セントジョージ・ジンジャーランド教区（英語: Saint George Gingerland Parish）は、セントクリストファー・ネイビスのネイビス島南東部に位置する行政教区。面積は18.5平方キロメートル、人口は2,496人。セントジョージズ・ジンジャーランド教区（St. George's Gingerland）、または単にジンジャーランド（Gingerland）とも呼ばれる。
名称の「ジンジャーランド」は貴重な生姜（ジンジャー）が栽培されていたことに由来し、肥沃な土壌と適度な降雨量、貿易風といった好条件恵まれていることから農業が盛んである。多くの集落は標高300メートル以上の高地にあるため、沿岸部よりも涼しい。

## 主要都市
教区の行政中心地はない。最大の都市はマーケット・ショップ。
- ジンジャーランド（ドイツ語版）（Gingerland）
- マーケット・ショップ（Market Shop）
- ザイオン（英語版）（Zion）